# Robert Whittaker
Robert Harding Whittaker (27. prosince 1920, Wichita, Kansas, USA – 20. října 1980, Ithaca, New York) byl americký ekolog.

## Život a úspěchy
Robert Whittaker se narodil v obci Wichita, Kansas. Studoval na dnešní Washburn University a po ukončení vojenské služby také Ph.D. na University of Illinois. Později učil na Washington State College, pracoval v Hanford National Laboratories, ale také v Brooklyn College, University of California-Irvine a na Cornell University.
Whittaker se zasloužil o rozvoj gradientové analýzy, metody užívané v rostlinné ekologii. Jako oponent Frederica Clementse poskytl některé důkazy v rámci určitých ekologických teorií. Konkrétně se věnoval studiu rostlinných společenstvev, ekologické sukcese a primární produkce ekosystému.
Také poprvé navrhl systém pěti říší, klasifikaci všech organismů na říše Animalia (živočichové), Plantae (rostliny), Fungi (houby), Protista (protisté) a Monera (prokaryota).